# Orange Julius
A Orange Julius é uma cadeia americana de lojas de bebidas, conhecida por uma bebida de frutas espumosa também chamada de Orange Julius. A cadeia está no mercado desde o final da década de 1920. A bebida característica é uma mistura de gelo, suco de laranja, adoçante, leite, clara de ovo em pó e aroma de baunilha. A maioria das lojas está localizada em shopping centers.

## História
A bebida surgiu a partir de uma barraca de suco de laranja aberta em Los Angeles, Califórnia, em 1926, por Julius Freed. No início, as vendas eram modestas, cerca de US$ 20 por dia (equivalente a aproximadamente US$ 340 em dólares de 2023). Em 1929, Bill Hamlin, corretor de imóveis de Freed, desenvolveu uma mistura que tornava o suco de laranja ácido menos incômodo para seu estômago. A barraca de Freed começou a servir a bebida, que tinha uma textura mais espumosa e cremosa. As vendas na barraca aumentaram substancialmente após a introdução da nova bebida, chegando a US$ 100 (US$ 1.720 em dólares de 2023) por dia.
Durante as décadas de 1950 e 1960, a Orange Julius foi vendida em uma variedade de pontos de venda, incluindo feiras estaduais e municipais e barracas independentes de Orange Julius. A barraca original também fornecia tônicos medicinais e folhetos bíblicos. Foi a bebida oficial da Exposição da Feira Mundial de Nova Iorque de 1964.
Em 1967, Hamlin vendeu a Orange Julius para a corporação International Industries, de Al Lapin Jr., que também era proprietária da International House of Pancakes, The Original House of Pies e outras. A empresa com sede em Santa Mônica, Califórnia, alcançou cerca de 745 franquias, da Califórnia ao Canadá. Ela também mudou seu nome para Orange Julius International. Em 1985, foi adquirida pela Custom Creamery Systems, uma operadora de sorvetes e máquinas de venda automática com sede em Nova Iorque. A única ressalva no acordo era que a empresa resultante da fusão mantivesse o nome Orange Julius International. Ela foi negociada publicamente, por um tempo, no mercado de balcão.
Em seu auge, como uma empresa independente, tinha centenas de lojas em shopping centers nos Estados Unidos (incluindo Porto Rico) e no Canadá. A primeira loja foi aberta na Ásia, em Hong Kong, em 1977, e depois se espalhou para Singapura, Coreia do Sul, Filipinas e Japão.
Em 1987, a cadeia Orange Julius foi comprada pela International Dairy Queen, que foi posteriormente comprada pelo bilionário Warren Buffett em 1998, tornando-se assim uma subsidiária integral da Berkshire Hathaway. Todas as lojas Orange Julius independentes que sobreviveram foram rebatizadas como Dairy Queens. A Dairy Queen acrescentou o Orange Julius à sua linha de produtos em suas lojas. Hoje, o Orange Julius é um item do cardápio disponível nas lojas Dairy Queen, chamado Treat Centers.

## Nomeação e mascote
A Orange Julius foi nomeada a bebida oficial da Feira Mundial de Nova Iorque de 1964.
A Orange Julius começou a usar um mascote do diabo em seu logotipo em 1926. Na década de 1970 e no início da década de 1980, as barracas de bebidas Orange Julius usavam a imagem de um diabo com um forcado em volta de uma laranja, com o slogan “A Devilish Good Drink”. A imagem do demônio lembrava Sparky, o mascote da Universidade Estadual do Arizona, e a empresa posteriormente abandonou o logotipo e o slogan após ameaças de um processo judicial por parte da associação de ex-alunos da ASU.
Por um curto período no início da década de 1970, a Orange Julius expandiu-se para os mercados do Reino Unido e da Holanda, com um restaurante bastante grande em Golders Green, vendendo Julius Burgers e a clássica bebida de laranja, e um pequeno ponto de venda no centro da cidade de Amsterdã. Havia planos de aumentar o número para 20-25 pontos de venda na Holanda, e pelo menos um foi realizado, na cidade de Utrecht. A marca foi introduzida e amplamente financiada na Holanda pela Eurobee NV, uma subsidiária da Koninklijke Bijenkorf Beheer (KBB), um dos maiores varejistas da Holanda na época. A Orange Julius havia deixado o mercado holandês em meados da década de 1970.